# Isola Alexander (Canada)
L'isola Alexander è un'isola appartenente all'arcipelago artico canadese, nel territorio di Nunavut.

## Geografia
Si trova a sud dell'isola Massey e dell'Île Marc e a nord dell'isola Bathurst. Ha una superficie complessiva di 484 km².